# Площадь Соловецких Юнг
Площадь Солове́цких Юнг — площадь, расположенная в Восточном административном округе города Москвы на территории района Северное Измайлово.

## История
Площадь получила своё название 16 мая 1995 года в ознаменование 50-летия Победы в Великой Отечественной войне по ходатайству Совета ветеранов Соловецкой школы юнг Северного флота (в 1942 году на Соловецких островах была создана школа юнг ВМФ — единственная юношеская воинская часть).
В 2005 году на площади открыт памятник соловецким юнгам работы Ф. М. Согояна.

## Расположение
Площадь Соловецких Юнг расположена в месте примыкания с запада Сиреневого бульвара к 16-й Парковой улице, проходящей с юга на север. На площади организовано круговое движение.

## Транспорт

### Автобус
На площади Соловецких Юнг расположены остановки автобусов 34, 68, 97, 230, 557, 833, 884, т51, т55.

### Метро
- Станция метро  Первомайская — юго-западнее площади, на пересечении 9-й Парковой улицы с Первомайской улицей и Измайловским бульваром
- Станция метро  Щёлковская — северо-западнее площади, на пересечении Щёлковского шоссе с 9-й Парковой и Уральской улицами